# Seeverbindungsgraben
Der Seeverbindungsgraben ist ein Wassergraben auf der Gemarkung von Bestensee, einer Gemeinde im Landkreis Dahme-Spreewald in Brandenburg.

## Verlauf
Der Graben verbindet zwei Gewässer auf der Gemarkung der Gemeinde. Eine erste Verbindung besteht vom Pätzer Hintersee zum Klein Bestener See. Der Graben beginnt am nördlichen Ufer und dort südlich des Gemeindeteils Vordersiedlung. Er verläuft zunächst rund 750 m in nordnordwestlicher Richtung, schwenkt anschließend nach Norden und verläuft weitere zwei Kilometer in dieser Richtung. Er unterquert die Bahnstrecke Berlin–Görlitz, verläuft in nordnordwestlicher Richtung, unterquert die Landstraße 743 und mündet schließlich am nördlichen Ufer in den Klein Bestener See.
Von dort besteht eine weitere Verbindung zum nördlichen gelegenen Seechen. Sie führt zunächst auf rund 200 Metern in nördlicher Richtung und unterquert die Bundesstraße 246. Anschließend verläuft sie auf rund 920 Meter in vorzugsweise nördlicher Richtung und unterquert ebenfalls die genannte Bahnstrecke, bevor sie am südlichen Ufer in das Seechen mündet.